# Miconia cinerascens
Miconia cinerascens är en tvåhjärtbladig växtart som beskrevs av Friedrich Anton Wilhelm Miquel. Miconia cinerascens ingår i släktet Miconia och familjen Melastomataceae. Inga underarter finns listade i Catalogue of Life.